# Morti nel 2013/Marzo
| Questa pagina contiene informazioni ricavate automaticamente dalle voci biografiche con l'ausilio del template Bio e di un bot. L'aggiornamento è periodico e automatico e ricostruisce completamente la pagina. Se manca una persona in questa lista, sei pregato di non aggiungerla, ma accertati piuttosto che la sua voce biografica contenga il template Bio e che i dati anagrafici siano correttamente compilati. Se il template Bio manca, inseriscilo tu stesso o, in alternativa, metti l'avviso {{tmp\|Bio}} che ne segnala la mancanza. Se i dati riportati sono sbagliati, correggi direttamente la voce biografica; le modifiche saranno visibili in questa lista entro pochi giorni. Per chiarimenti vedi il progetto biografie. La lista contiene solo le 172 persone che sono citate nell'enciclopedia e per le quali è stato implementato correttamente il template Bio. Pagina aggiornata al 10 ago 2025. |

- 1º marzo - Bonnie Franklin, attrice e regista statunitense (n. 1944)
- 1º marzo - Magic, rapper statunitense (n. 1975)
- 1º marzo - Erich Pennekamp, pallanuotista tedesco (n. 1929)
- 1º marzo - Rafael Puyana, clavicembalista colombiano (n. 1931)
- 1º marzo - Hans Schnitger, hockeista su prato olandese (n. 1915)
- 1º marzo - Armando Trovajoli, pianista, compositore e direttore d'orchestra italiano (n. 1917)
- 2 marzo - Brian Johnston, critico letterario britannico (n. 1932)
- 2 marzo - Giōrgos Kolokythas, cestista greco (n. 1945)
- 2 marzo - Riccardo Mantani, attore teatrale e doppiatore italiano (n. 1930)
- 2 marzo - Umile Francesco Peluso, politico italiano (n. 1915)
- 3 marzo - Raffaele Anguilla, calciatore e allenatore di calcio italiano (n. 1915)
- 3 marzo - Luis Cubilla, allenatore di calcio e calciatore uruguaiano (n. 1940)
- 3 marzo - Herz Frank, regista sovietico (n. 1926)
- 3 marzo - Giovanni Gavagnin, cestista e allenatore di pallacanestro italiano (n. 1936)
- 3 marzo - Danie Krige, ingegnere sudafricano (n. 1919)
- 3 marzo - Giuseppe Pederiali, scrittore, fumettista e giornalista italiano (n. 1937)
- 3 marzo - Pierre Pellerin, medico francese (n. 1923)
- 3 marzo - Bill Porter, mercante statunitense (n. 1932)
- 3 marzo - Bart Quinn, cestista statunitense (n. 1917)
- 3 marzo - José Sancho, attore spagnolo (n. 1944)
- 3 marzo - George Wearring, cestista canadese (n. 1928)
- 4 marzo - Chick Halbert, cestista statunitense (n. 1919)
- 4 marzo - Seki Matsunaga, calciatore giapponese (n. 1928)
- 4 marzo - Jérôme Savary, attore, regista e commediografo argentino (n. 1942)
- 4 marzo - Michael D. Moore, attore e regista statunitense (n. 1914)
- 5 marzo - Paul Bearer, dirigente sportivo statunitense (n. 1954)
- 5 marzo - Adelia Casari, partigiana italiana (n. 1919)
- 5 marzo - Hugo Chávez, politico e militare venezuelano (n. 1954)
- 5 marzo - Calvin Fowler, cestista statunitense (n. 1940)
- 5 marzo - Duane Gish, biochimico statunitense (n. 1921)
- 5 marzo - Wilfried Knight, attore pornografico francese (n. 1975)
- 5 marzo - Carlo Lotti, ingegnere italiano (n. 1916)
- 5 marzo - Gorō Naya, doppiatore e attore giapponese (n. 1929)
- 5 marzo - Dieter Pfaff, attore tedesco (n. 1947)
- 6 marzo - Maciej Berbeka, alpinista polacco (n. 1954)
- 6 marzo - Sabine Bischoff, schermitrice tedesca (n. 1958)
- 6 marzo - Henry Blanc, fumettista e illustratore francese (n. 1921)
- 6 marzo - Alvin Lee, chitarrista, cantante e compositore britannico (n. 1944)
- 6 marzo - Stefano Losurdo, politico e avvocato italiano (n. 1940)
- 6 marzo - Romano Mazzini, scultore e ceramista italiano (n. 1939)
- 6 marzo - Andrej Panin, attore e regista sovietico (n. 1962)
- 6 marzo - Andrea Romagnoli, inventore, progettista e imprenditore italiano (n. 1928)
- 7 marzo - Kenny Ball, trombettista e cantante britannico (n. 1930)
- 7 marzo - Peter Banks, chitarrista britannico (n. 1947)
- 7 marzo - Cleto Bellucci, arcivescovo cattolico italiano (n. 1921)
- 7 marzo - Giuliano Bignasca, politico e imprenditore svizzero (n. 1945)
- 7 marzo - Damiano Damiani, regista, saggista e attore italiano (n. 1922)
- 7 marzo - Dick Graham, calciatore e allenatore di calcio inglese (n. 1922)
- 7 marzo - Werner Prauss, calciatore tedesco (n. 1933)
- 7 marzo - Dino Tiberi, politico italiano (n. 1923)
- 7 marzo - Jan Zwartkruis, allenatore di calcio olandese (n. 1926)
- 8 marzo - Hartmut Briesenick, pesista tedesco (n. 1949)
- 8 marzo - Bruce Campbell, cestista statunitense (n. 1955)
- 8 marzo - Amelia Ioli Gigante, politica e docente italiana (n. 1932)
- 8 marzo - Kai Pahlman, calciatore finlandese (n. 1935)
- 8 marzo - Gaëtan du Bot, educatore, imprenditore e partigiano francese (n. 1922)
- 9 marzo - Jānis Grīnbergs, cestista, allenatore di pallacanestro e allenatore di pallamano lettone (n. 1925)
- 9 marzo - Gervasio Marcosignori, fisarmonicista italiano (n. 1927)
- 10 marzo - Ray Hogg, calciatore inglese (n. 1929)
- 10 marzo - Agron Jano, architetto e pittore albanese (n. 1954)
- 10 marzo - Anita Klinz, direttrice artistica e grafica italiana (n. 1923)
- 10 marzo - Lilian, duchessa di Halland, principessa svedese (n. 1915)
- 10 marzo - Franco Moretti, calciatore italiano (n. 1928)
- 10 marzo - Pierluigi Polverari, politico italiano (n. 1945)
- 11 marzo - Helga Arendt, velocista tedesca (n. 1964)
- 11 marzo - Arsenius Butscher, pilota motociclistico tedesco (n. 1928)
- 11 marzo - Léon Deladerrière, calciatore e allenatore di calcio francese (n. 1927)
- 11 marzo - Florian Siwicki, generale, politico e diplomatico polacco (n. 1925)
- 12 marzo - Clive Burr, batterista britannico (n. 1957)
- 12 marzo - Emel Cimcoz, pittrice turca (n. 1915)
- 12 marzo - Teresa Mattei, partigiana, politica e pedagogista italiana (n. 1921)
- 13 marzo - Rosemarie Fendel, attrice e doppiatrice tedesca (n. 1927)
- 13 marzo - Władysław Stachurski, allenatore di calcio e calciatore polacco (n. 1945)
- 13 marzo - Tish Murtha, fotografa inglese (n. 1956)
- 14 marzo - Enrico Ermelli Cupelli, politico italiano (n. 1931)
- 14 marzo - Mirja Hietamies, fondista e dirigente sportiva finlandese (n. 1931)
- 14 marzo - Vic Nees, compositore, direttore di coro e organista belga (n. 1936)
- 14 marzo - Ieng Sary, politico, diplomatico e rivoluzionario cambogiano (n. 1925)
- 14 marzo - Franco Volpi, mezzofondista, siepista e allenatore di atletica leggera italiano (n. 1936)
- 14 marzo - Sachiyo Yamamoto, cestista giapponese (n. 1950)
- 15 marzo - Aldo Cabizza, chitarrista italiano (n. 1929)
- 15 marzo - Paolo Pastorelli, politico italiano (n. 1943)
- 15 marzo - Dante Rossi, pallanuotista italiano (n. 1936)
- 15 marzo - Felipe Zetter, calciatore messicano (n. 1923)
- 16 marzo - Giancarlo Garbelli, pugile italiano (n. 1931)
- 16 marzo - Jason Molina, cantautore statunitense (n. 1973)
- 16 marzo - Max Schirschin, allenatore di calcio e calciatore tedesco (n. 1921)
- 16 marzo - Marina Solodkin, politica israeliana (n. 1952)
- 16 marzo - Raciel Torres, calciatore cubano (n. 1981)
- 17 marzo - Suzy Delmas, cestista francese (n. 1934)
- 17 marzo - Boris Eflov, pittore russo (n. 1926)
- 17 marzo - Miretta Mauri, attrice italiana (n. 1916)
- 18 marzo - Emo Bonifazi, politico e partigiano italiano (n. 1925)
- 18 marzo - Peter Cartwright, attore sudafricano (n. 1935)
- 18 marzo - Kai Frandsen, calciatore danese (n. 1924)
- 18 marzo - Sereno Freato, politico italiano (n. 1928)
- 18 marzo - Elly Niebuhr, fotografa austriaca (n. 1914)
- 18 marzo - Gino Pisanò, letterato italiano (n. 1947)
- 18 marzo - Blanca Aurora Rodríguez, cestista messicana
- 19 marzo - Gian Carlo Duranti, saggista italiano (n. 1922)
- 19 marzo - Valentino Macchi, attore italiano (n. 1937)
- 19 marzo - Bud Palmer, cestista statunitense (n. 1921)
- 19 marzo - Harry Reems, attore pornografico statunitense (n. 1947)
- 19 marzo - Raoul Righi, arbitro di calcio italiano (n. 1921)
- 20 marzo - Nasser El Sonbaty, culturista jugoslavo (n. 1965)
- 20 marzo - James Herbert, scrittore britannico (n. 1943)
- 20 marzo - Antonio Manganelli, poliziotto, prefetto e dirigente pubblico italiano (n. 1950)
- 20 marzo - Zillur Rahman, politico bangladese (n. 1929)
- 20 marzo - Emilio Santiago, cantante brasiliano (n. 1946)
- 20 marzo - Stefano Simoncelli, schermidore e dirigente sportivo italiano (n. 1946)
- 20 marzo - Risë Stevens, mezzosoprano e attrice statunitense (n. 1913)
- 20 marzo - Calvert Watkins, filologo classico e linguista statunitense (n. 1933)
- 21 marzo - Angus Carmichael, calciatore scozzese (n. 1925)
- 21 marzo - Ludwig Leitner, sciatore alpino austriaco (n. 1940)
- 21 marzo - Siro Marcellini, regista e sceneggiatore italiano (n. 1921)
- 21 marzo - Pietro Mennea, velocista e politico italiano (n. 1952)
- 21 marzo - Giovanni Nervo, presbitero e partigiano italiano (n. 1918)
- 21 marzo - Aníbal Paz, calciatore uruguaiano (n. 1917)
- 21 marzo - Muhammad Sa'id Ramadan al-Buti, scrittore siriano (n. 1929)
- 21 marzo - Moondog Spike, wrestler statunitense (n. 1950)
- 21 marzo - Celestino Testa, calciatore italiano (n. 1937)
- 21 marzo - Alfredo Trifogli, politico italiano (n. 1920)
- 21 marzo - Giancarlo Zagni, regista e sceneggiatore italiano (n. 1926)
- 22 marzo - Chinua Achebe, scrittore, saggista e critico letterario nigeriano (n. 1930)
- 22 marzo - Pietro Adonnino, politico e avvocato italiano (n. 1929)
- 22 marzo - Jimmy Lloyd, pugile britannico (n. 1939)
- 22 marzo - Bebo Valdés, pianista, arrangiatore e direttore d'orchestra cubano (n. 1918)
- 22 marzo - Ray Williams, cestista statunitense (n. 1954)
- 23 marzo - Boris Abramovič Berezovskij, imprenditore, politico e matematico russo (n. 1946)
- 23 marzo - Roberto Coppini, poeta e imprenditore italiano (n. 1927)
- 23 marzo - Ali Kitonsa, calciatore ugandese (n. 1939)
- 23 marzo - Reinhard Lakomy, cantante, compositore e pianista tedesco (n. 1946)
- 23 marzo - Joe Weider, imprenditore, editore e dirigente sportivo canadese (n. 1919)
- 24 marzo - Mariana Drăgescu, aviatrice romena (n. 1912)
- 24 marzo - Michele Pazienza, politico e avvocato italiano (n. 1928)
- 24 marzo - Paolo Ponzo, dirigente sportivo e calciatore italiano (n. 1972)
- 25 marzo - Jean Desforges, lunghista, ostacolista e velocista britannica (n. 1929)
- 25 marzo - Ben Goldfaden, cestista statunitense (n. 1913)
- 25 marzo - Giancarlo Martini, pilota automobilistico italiano (n. 1947)
- 25 marzo - Hasan Muhammad Nur Shatigadud, politico somalo (n. 1946)
- 25 marzo - Guido Saba, critico letterario italiano (n. 1921)
- 26 marzo - Tom Boerwinkle, cestista statunitense (n. 1945)
- 26 marzo - Carlo Forteleoni, politico italiano (n. 1941)
- 26 marzo - Jerzy Nowak, attore, attore teatrale e insegnante polacco (n. 1923)
- 26 marzo - Don Payne, sceneggiatore e produttore televisivo statunitense (n. 1964)
- 26 marzo - René Pirolley, nuotatore francese (n. 1931)
- 26 marzo - Jurij Rudov, schermidore sovietico (n. 1931)
- 26 marzo - Gerhard Schulenburg, arbitro di calcio tedesco (n. 1926)
- 26 marzo - Antonio Testa, politico italiano (n. 1933)
- 27 marzo - Hjalmar Andersen, pattinatore di velocità su ghiaccio norvegese (n. 1923)
- 27 marzo - Yvonne Brill, matematica e chimica canadese (n. 1924)
- 27 marzo - Fay Kanin, sceneggiatrice, drammaturga e produttrice cinematografica statunitense (n. 1917)
- 27 marzo - Tobias Kaufmann, hockeista su ghiaccio, hockeista in-line e dirigente sportivo italiano (n. 1970)
- 28 marzo - George Edward Pelham Box, statistico britannico (n. 1919)
- 28 marzo - Richard Griffiths, attore britannico (n. 1947)
- 28 marzo - Soraya Jiménez, sollevatrice messicana (n. 1977)
- 28 marzo - Jurij Radonjak, pugile e allenatore di pugilato sovietico (n. 1935)
- 28 marzo - Boris Strel, sciatore alpino sloveno (n. 1959)
- 29 marzo - Alessandro D'Eva, direttore della fotografia italiano (n. 1927)
- 29 marzo - Michele Guanti, politico italiano (n. 1915)
- 29 marzo - Sheila Holzworth, sciatrice alpina statunitense (n. 1961)
- 29 marzo - Enzo Jannacci, cantautore, cabarettista e pianista italiano (n. 1935)
- 29 marzo - Giovanni Perich, poeta e scrittore italiano (n. 1941)
- 30 marzo - Franco Califano, cantautore, produttore discografico e attore italiano (n. 1938)
- 30 marzo - Salvatore D'Alia, politico italiano (n. 1930)
- 30 marzo - Carla Guiducci Bonanni, bibliotecaria italiana (n. 1929)
- 30 marzo - Andrea Raggio, politico italiano (n. 1929)
- 30 marzo - Phil Ramone, produttore discografico, violinista e compositore statunitense (n. 1934)
- 31 marzo - Charles-Amarin Brand, arcivescovo cattolico francese (n. 1920)
- 31 marzo - Lucio Lami, giornalista, scrittore e paroliere italiano (n. 1936)
- 31 marzo - Franco Serblin, imprenditore italiano (n. 1939)
- 31 marzo - Ronnie Ray Smith, velocista statunitense (n. 1949)